# Wohnungsbaugenossenschaft Eisenbahn
Die Wohnungsbaugenossenschaft „Eisenbahn“ eG ist ein deutsches Wohnungsunternehmen mit Sitz in Halle (Saale). Zu ihrem Bestand zählen etwa 2000 Wohnungen (Stand 31. Dezember 2019) sowie Gewerbeeinheiten, Garagen und PKW-Stellplätze. Mehr als 2000 natürliche Personen sind Mitglied der Wohnungsbaugenossenschaft.

## Geschichte

### Gründung
Am 30. März 1954 fand die Gründungsversammlung der Arbeiterwohnungsbaugenossenschaft der Deutschen Reichsbahn Halle im Reichsbahnausbesserungswerk (RAW) Halle statt. Damals traten 28 Mitglieder in die Arbeiterwohnungsbaugenossenschaft (AWG) ein. Finanziell wurde die AWG vom RAW Halle und Rba Halle unterstützt, um die ersten Zahlungen zu leisten.
Am 18. Juli 1954 wurde in der Stichelsdorfer Straße der erste Spatenstich für den Bau von 21 Wohnungseinheiten gesetzt. Im September 1955 konnten die 21 neu gebauten Wohnungen bezogen werden. 1956 wurden zwölf Wohnungseinheiten fertiggestellt. Bis Juli 1957 wurden insgesamt 75 Wohnungseinheiten gebaut. Mit dem Bau von weiteren 57 Wohnungen war bereits begonnen worden – davon sollten bis Dezember 1957 noch zwölf Wohnungen bezugsfertig sein. Am 15. April 1957 hatte die Genossenschaft 319 Mitglieder. 
1964 gehörten der AWG „Deutsche Reichsbahn“ 944 eingeschriebene Mitglieder an. Es entstanden die Wohngebäude im halleschen Süden, beginnend mit den Blöcken an der Vogelweide, im Stadtteil Südstadt.
Gleichzeitig schlossen sich in Halle zwischen dem 8. Juni und dem 30. September 1965 mehrere Genossenschaften zusammen, um größere Projekte zu verwirklichen. Insgesamt waren inzwischen bei der AWG „Deutsche Reichsbahn“ 28 Großbetriebe verankert. Die Mitgliederzahl lag 1974 bei 1049.
Die Wohnungsbaugenossenschaft „Eisenbahn“ gehört dem Verband der Wohnungsgenossenschaften Sachsen-Anhalt e. V. (VdWg) an.

### Baugeschehen in den 1980er Jahren
Mit Auslaufen der Bautätigkeit in der Südstadt II wurde mit der  Silberhöhe ein neues Baugebiet für rund 30.000 Einwohner eröffnet. Zwei zentrale Punkthochhäuser und die Poliklinik bildeten den Mittelpunkt. Dazu kam die Erweiterung der Straßenbahnlinien bis nach Halle-Beesen. Damit war der Süden bis zur Elsteraue auch verkehrstechnisch erschlossen.
1978 und 1979 wurde mit den ersten größeren innerstädtischen Bauvorhaben begonnen. Auf relativ kleinen Flächen wurden 13 Hochhäuser im Baugebiet Voßstraße errichtet.
Weitere kleinere Baugebiete kamen 1985 in Halle-Glauchau hinzu. Zahlreiche kleine alte Häuser im Bereich Genzmerbrücke mussten für sechs Hochhäuser weichen. Später folgten Neubauten in der Jacobstraße und der Hirtenstraße, insgesamt 189 Wohnungen. Bis 1989 wurden direkt in der Innenstadt Häuser abgerissen und durch Neubauten ersetzt, dadurch kamen weitere 300 Wohnungen für die Genossenschaft hinzu.

### Neubaugeschehen
Anfang 2012 wurde der erste Nachwendebau im Radeweller Weg/Straße der Befreiung errichtet. Am 1. März 2013 zogen die ersten Mieter in die insgesamt 126 Wohneinheiten und sechs Gewerbeeinheiten ein.

### Lokale Kooperationen
Die Wohnungsbaugenossenschaft „Eisenbahn“ kooperiert mit der Eisenbahnersportgemeinschaft Halle e. V. und dem Verein Förderer und Freunde des halleschen Bergzoos.